# Manager
Een manager, leidinggevende, beheerder of chef is iemand die managementactiviteiten beoefent.

## Taken en functies van managers
Volgens Henry Mintzberg, een Canadees managementwetenschapper, beoefent een manager drie typen activiteiten:
1. Interpersoonlijke activiteiten: vertegenwoordiging van de organisatie naar de buitenwereld;
2. Informationele activiteiten: een spreekbuis, zowel intern (naar ondergeschikten) als extern;
3. Besluitvormende activiteiten: informatie omzetten in planmatige actie.

Henri Fayol kent de manager vijf functies toe:
1. Vooruitzien;
2. Organiseren;
3. Delegeren;
4. Coördineren;
5. Controleren en beheersen.

Vaak wordt onderscheid gemaakt tussen leiderschap en management. Een manager heeft managementkennis, kent zijn instrumenten en zorgt dat het beleid van de organisatie wordt gerealiseerd. Een leider houdt de omgeving in de gaten, heeft visie, en weet met overtuigingskracht zijn ideeën zodanig over te brengen dat anderen zijn visie op de organisatie gaan delen.

## Verschillende managers
Er kan onderscheid gemaakt worden in drie verschillende managementlagen.
- Topmanagement: Het topmanagement houdt zich bezig met de ontwikkeling van organisatiedoelen en de bepaling van de wegen die de organisatie in zou moeten slaan.
- Middenmanagement: Het middenmanagement richt zich op groepen mensen. Het houdt zich bezig met de verdeling van geld, machines en materialen over verschillende groepen mensen en projecten. Dit middenkader moet plannen van het topmanagement vertalen in deeldoelstellingen voor de lagere niveaus.
- Operationeel management: Het operationeel management staat net boven het uitvoerend personeel en is hieruit ook meestal geworven. Zij moeten het primaire proces begeleiden en aansturen. Ze houden zich meer bezig met het individu.

## Verschil tussen manager en leider
In de praktijk worden de termen manager en leider of management en leiderschap soms met elkaar verward. Het gaat volgens een Engelstalig axioma om: "Does Things Right vs. Does the Right Thing".